# NGC 2879
NGC 2879 is een meervoudige ster in het sterrenbeeld Waterslang. Het hemelobject werd op 27 februari 1865 ontdekt door de Duits-Deense astronoom Heinrich Louis d'Arrest.